# Islandia na Mistrzostwach Świata w Lekkoatletyce 2022
Islandia na Mistrzostwach Świata w Lekkoatletyce 2022 – reprezentacja Islandii podczas mistrzostw świata w Eugene liczyła jednego zawodnika, który nie zdobył medalu.

## Skład reprezentacji

### Mężczyźni
| Zawodnik           | Konkurencja | Kwalifikacje | Kwalifikacje | Finał | Finał   | Źródło |
| Zawodnik           | Konkurencja | Wynik        | Pozycja      | Wynik | Pozycja | Źródło |
| ------------------ | ----------- | ------------ | ------------ | ----- | ------- | ------ |
| Hilmar Örn Jonsson | rzut młotem | 72,72        | 24.          | NQ    | NQ      | [ 1 ]  |